# Danielle Suzanne Lappage
Danielle Suzanne Lappage (1990. szeptember 24. –) kanadai női szabadfogású birkózó. A 2018-as birkózó-világbajnokságon döntőbe jutott 65 kg-os súlycsoportban, szabadfogásban. A 2014-es Nemzetközösségi Játékokon aranyérmet (63 kg), a 2018-as Nemzetközösségi Játékokon ezüstérmet szerzett 68 kg-os súlycsoportban. A Frankofón Játékokon 2013-ban aranyérmes, az Akadémiai Játékokon 2014-ben aranyérmes, 2012-ben ezüstérmes volt.

## Sportpályafutása
A 2018-as birkózó-világbajnokságon a 65 kg-osok súlycsoportjában a döntő során a finn Petra Maarit Olli volt az ellenfele.